# Slonova skala
Slonova skala je velik balvan iz trahita in andezita, ki so ga erodirali atmosferski dejavniki, zaradi česar je dobil obliko slona. Visok je približno 4 m.
Skala stoji v bližini Castelsarda na Sardiniji, levo od stare ceste, ki vodi od zaselka Multeddu do vasi Sedini.
Slonova skala ima velik arheološki pomen, saj sta v njej izklesani dve Domus de Janas, starodavni grobnici iz prednuragičnega obdobja.

## Domus de Janas
Domus de Janas, zgrajen v dveh zaporednih fazah, je postavljen na dveh različnih nivojih.
Grobnica I
Prva je bila izkopana zgornja (ali grobnica I), ki jo je čas močno poškodoval. Ta ima tri prostore in nima pokritega paviljona pred njim, ki se je verjetno zrušil skupaj s fasado grobnice. Stene so ravne in brez kiparskih motivov.
Grobnica II
Drugi hipogej (ali grobnica II), spodnja, je nasprotno zelo dobro ohranjena. Sestavljena je iz kratkega dromosa (a), predprostora (b), dveh naslednjih celic (c in d), razporejenih vzdolž vzdolžne osi in zadnje celice (e), odprte v prostoru c. Iz dromosa (a) se skozi ozka štirikotna vrata 0,50 krat 0,55 m vodi kratek hodnik, deloma pokrit in v začetnem delu odprt.
Grobnica II celica b
Zanimiva je prisotnost govejega protoma (vrsta okrasja, ki ima obliko glave in zgornjega dela trupa človeka ali živali), okrasnega elementa, ki je skupen številnim domus de janas, reliefno izklesanega na steni celice. Njen poseben ukrivljeni slog, ki označuje precej napredno umetniško fazo, nam omogoča, da nastanek grobnice pripišemo prvi polovici 3. tisočletja pr. n. št.
Ta tip protoma je slogovno podoben tistim v grobnici Maggiore nekropole S'Adde 'e Asile v (Ossi), v grobnici V nekropole Montalè (Sassari), v grobnicah IV in VI nekropole Calancoi (Sassari) in v domusu vrta župnijskega beneficija Sennori.
- Landscape
- Taurine engraving
- Domus de janas
- View of the other side